# Jeff Grant

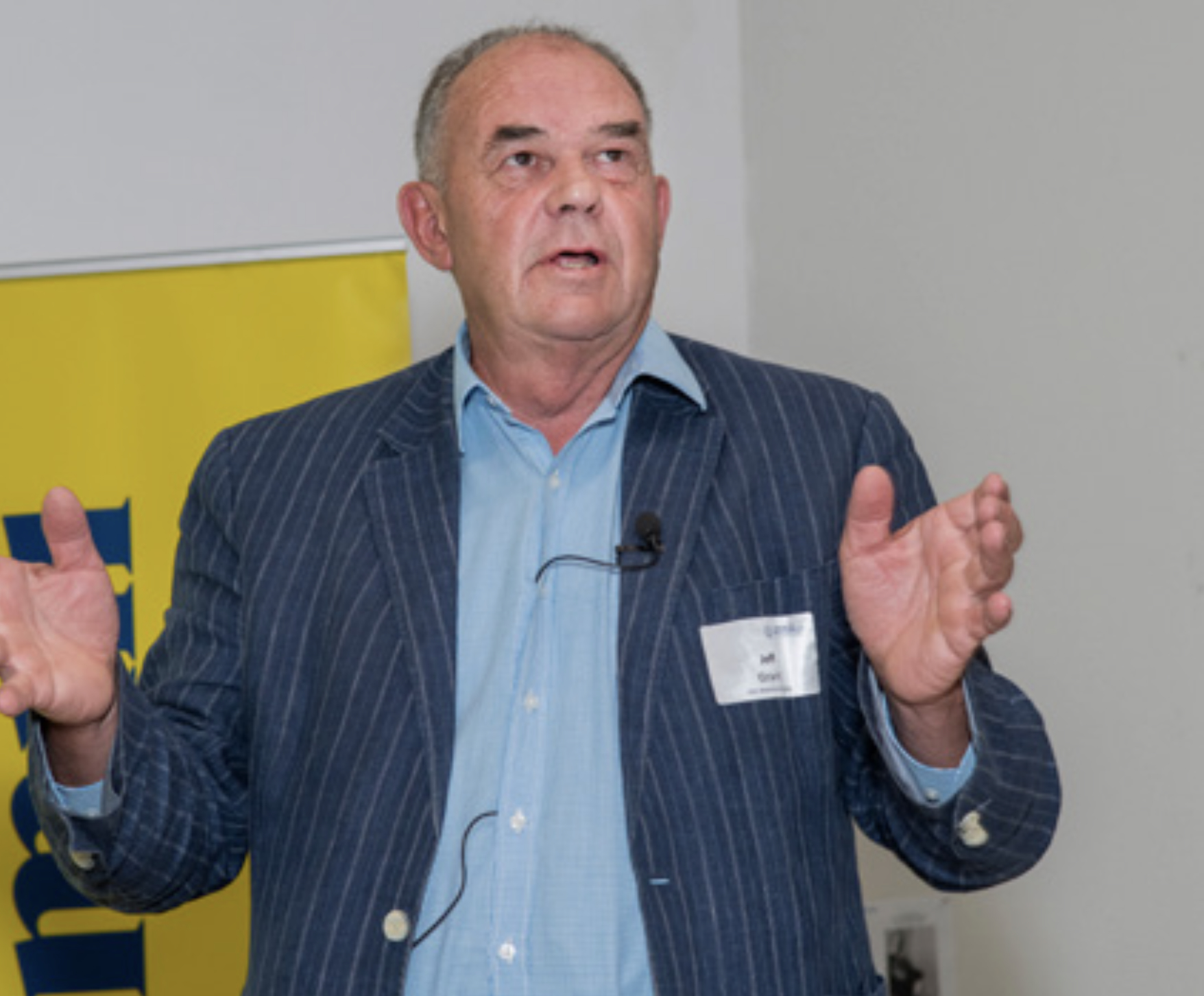
Jeff Grant

Jeffrey James „Jeff“ Grant (geboren 1958) ist ein ehemaliger neuseeländischer Politiker der National Party.
Er besuchte die Otago Boys’ High School und studierte danach an dem Lincoln College, wo er einen landwirtschaftlichen Abschluss erhielt.
Er vertrat den Wahlkreis Awarua im Repräsentantenhaus von 1987 bis 1993. Er wurde durch Eric Roy ersetzt.